# إريك اولسون (مصارع رياضي)
إريك اولسون (بالسويدية: Erik Olsson)‏ هو مصارع رياضي سويدي، ولد في 14 يناير 1930 في Önnestad ‏ في السويد، وتوفي في 12 يناير 2016 في انجلهولم في السويد.

## وصلات خارجية
- إريك اولسون على موقع قاعدة بيانات المصارعة الدولية (الإنجليزية)
- إريك اولسون على موقع أوليمبيديا (الإنجليزية)
- إريك اولسون على موقع اللجنة الأولمبية السويدية (السويدية)